# 八千代市議会
八千代市議会（やちよしぎかい）は、千葉県八千代市の議会である。

## 概要
- 定数：28人
- 任期：2023年1月15日 - 2027年1月14日
- 選挙区：市全体を1選挙区とする大選挙区制（単記非移譲式）
- 議長：末永隆（公明党）
- 副議長：澤田新一（市民クラブ）

## 会派
2025年5月22日現在
| 会派名                 | 議席数 | 所属党派                        | 議員名（◎は代表）                                       |
| ---------------------- | ------ | ------------------------------- | ------------------------------------------------------- |
| 市民クラブ             | 6      | 自由民主党3、無所属3            | ◎成田忠志、嵐芳隆、小澤宏司、﨑村知生、澤田新一、林隆文 |
| 公明党                 | 5      | 公明党                          | ◎立川清英、石山泰之、末永隆、髙橋秀行、森妙子           |
| 自由民主党             | 5      | 自由民主党1、無所属4            | ◎大塚裕介、伊東幹雄、辰己百恵、塚本路明、萩原麻由美     |
| 日本共産党             | 3      | 日本共産党                      | ◎堀口明子、飯川英樹、伊原忠                             |
| 八千代市民に寄り添う会 | 2      | 立憲民主党1、国民民主党1        | ◎山口勇、飛知和真理子                                   |
| 会派に属さない議員     | 5      | 日本維新の会1、参政党1、無所属3 | 大竹秀樹、菅野文男、高山敏朗、三田登、若松博            |
| 計                     | 26     |                                 |                                                         |

## 委員会
- 総務常任委員会
- 福祉常任委員会
- 都市常任委員会
- 文教経済常任委員会
- 議会運営委員会

## 議員報酬等
| 役職   | 議員報酬        | 政務活動費 |
| ------ | --------------- | ---------- |
| 議長   | 月額 52万0000円 | 月額 4万円 |
| 副議長 | 月額 48万0000円 | 月額 4万円 |
| 議員   | 月額 46万0000円 | 月額 4万円 |

- 別途、年2回期末手当あり
- 政務活動費の残金は市に返還する義務がある
- 議員年金は2011年（平成23年）6月1日で廃止されている

## 出身者
- 服部友則 - 八千代市長、元千葉県議会議員
- 秋葉就一 - 千葉県議会議員、元八千代市長